# 万水一露
『万水一露』（ばんすいいちろ）は、『源氏物語』の注釈書である。

## 概要
連歌師月村斎宗碩の門人である連歌師能登永閑の作とされる。『山下水』や『岷江入楚』などの室町時代後期の多くの注釈書と同様に、諸註集成の性格を強く持った注釈書であり、『河海抄』や『花鳥余情』『細流抄』『弄花抄』の4書を「『源氏物語』を理解するための必須の注釈書であり、これらはどれが欠けても不都合である」としてこの4書の肝要な部分の省略することなく一書にまとめたのが本書であるとする。なお、本書では先行する諸注釈書に記されている説の他に、「碩」として永閑の師月村斎宗碩の説や「閑」として永閑自身の説を多く引いており、連歌師の源氏学の集大成としての性格を持っている。

## 成立
江戸時代の版本及び現存する多くの写本では、料簡において「此物語書はじむる年号こと寛弘元年よりことし天正三年までは五百七十二年」とあることから1575年（天正3年）の成立と考えられるが、内容の大きく異なる国立国会図書館蔵本では同じ部分が「此物語書はじむる年号こと寛弘元年よりことし天文十四年までは五百四十二年」となっており、この1545年（天文14年）に「第一次本」ないしは「初稿本」とでも呼ぶべきものが作られたと考えられる。

## 写本
本書には多くの写本が存在しており、成立当初のものと思われる28冊本のほか、『源氏物語』の巻数と同じ54冊本、37冊本などがあるが、大部分は同じ内容のものである。ただし、国立国会図書館蔵本及び九州大学国語学国文学研究室蔵本（絵合と松風を内容とする上巻及び薄雲および朝顔を内容とする下巻のみからなる零本）のみは『細流抄』や『弄花抄』からの引用がなく、また「碩」や「閑」などとして示される連歌師たちの説も記されていないなど、大きく内容が異なっており、また料簡において「此物語書はじむる年号こと寛弘元年よりことし天文十四年までは五百四十二年」と成立時期も異なっていることから、1545年（天文14年）に書かれた「第一次本」ないしは「初稿本」とでも呼ぶべき、比較的初期の形態を残す写本であると考えられている。

## 『源氏物語』の本文
写本の本書が引用している『源氏物語』の本文は、当時主流となっていた三条西家本系統の青表紙本ではなく、『河海抄』以来の注釈書によく見られるような、青表紙本的な性格も持ってはいるもののより河内本や別本に近い部分を含んだ、性格のはっきりしないものである。なお、本書が版本になった際には、『源氏物語』の本文全文を含むようになると共に、本文自体も青表紙本系統のものに改められている。

## 翻刻
- 伊井春樹編『源氏物語古注集成 24 万水一露 第1巻』桜楓社、1988年（昭和63年）2月 ISBN 4-273-02223-0
- 伊井春樹編『源氏物語古注集成 25 万水一露 第2巻』桜楓社、1989年（平成元年）2月 ISBN 4-273-02266-4
- 伊井春樹編『源氏物語古注集成 26 万水一露 第3巻』桜楓社、1990年（平成2年）2月 ISBN 4-273-02339-3
- 伊井春樹編『源氏物語古注集成 27 万水一露 第4巻』桜楓社、1991年（平成3年）2月 ISBN 4-273-02423-3
- 伊井春樹編『源氏物語古注集成 28 万水一露 第5巻』桜楓社、1992年（平成4年）2月 ISBN 4-273-02577-9

## 版本
本書は成立してから多くの写本が作られたが、その他に江戸時代になって、松永貞徳による1652年（承応元年）12月の跋文を付したものが寛文3年になって版本として刊行され、さらに広まった。もともとの能登永閑によるものは『源氏物語』の本文全文を含む注釈書ではなかったが、版本にする際に『源氏物語』の本文全文を含む形のものになった。、版本のものは54巻62冊からなる。
版本になって『源氏物語』の本文全文を含むようになった際には、その本文そのものも、三条西家本の影響の強い江戸時代初期の版本、中でも無跋無刊記整版本源氏物語の本文に非常に近い青表紙本系統の本文に改められており、この版本『万水一露』は『源氏物語』の本文の伝流を考える上でも重要な存在である。